# المعينة (الحيمة الخارجية)

تعديل مصدري - تعديل

المعينة هي إحدى قرى عزلة بني سليمان بمديرية الحيمة الخارجية التابعة لمحافظة صنعاء، بلغ تعداد سكانها 145 نسمة حسب تعداد اليمن لعام 2004.